# فيديريكا ماكري
فيديريكا ماكري (من مواليد 22 أغسطس 1990) هي لاعبة جمباز فني إيطالية سابقة شاركت في الألعاب الأولمبية الصيفية 2008. شاركت ضمن الفريق الإيطالي الذي فاز بالميدالية الذهبية في بطولة أوروبا للجمباز الفني للسيدات 2006 مع فانيسا فيراري، كارلوتا جيوفانيني، مونيكا بيرغاميلي، وليا بارولاري في مسابقة الفرق. شاركت أيضًا في بطولة العالم للجمباز الفني 2006 حيث احتل المنتخب الإيطالي المركز التاسع في الجولة التأهيلية. احتلت المركز الرابع عشر في الجمباز الشامل في بطولة أوروبا للجمباز الفني 2007.  شاركت أيضًا في بطولة العالم للجمباز الفني 2007 حيث احتل الفريق الإيطالي المركز الرابع،  فيما حصلت على المركز التاسع عشر في النهائي الشامل.